# يوكسليش
يوكسليش هي بلدة في مقاطعة كسبي في ولاية قشقداريا في أوزبكستان.